# Æskjeret
Æskjeret est une île norvégienne du comté de Vestland appartenant administrativement à Fedje.

## Description
Rocheuse et désertique, à fleur d'eau, elle s'étend sur environ 341 m de longueur pour une largeur approximative de 146 m. Elle sert de port abrité. 